# Salmo penitencial
Los siete Salmos penitenciales o salmos de confesión es el nombre con el que se designan los salmos 6, 32, 38, 51, 102, 130 y 143 y en la numeración de la Septuaginta y de la Vulgata los números 6, 31, 37, 50, 101, 129 y 142.

## Nombres en laVulgata Latina
| Número | Nombre Latino        | Nombre Español                                          |
| ------ | -------------------- | ------------------------------------------------------- |
| 6      | Domine, ne in furore | No me reprendas, Señor, en tu ira                       |
| 31     | Beati quorum         | Dichoso aquel a quien se le perdonan sus transgresiones |
| 37     | Domine, ne in furore | Señor, no me reprendas en tu enojo                      |
| 50     | Miserere             | Ten compasión de mí                                     |
| 101    | Domine, exaudi       | Escucha, Señor, mi oración                              |
| 129    | De profundis         | A ti, Señor, elevo mi clamor desde las profundidades    |
| 142    | Domine, exaudi       | Escucha, Señor, mi oración                              |

## Historia del nombre
Originalmente el nombre de salmo penitencial fue dado por la Iglesia primitiva al salmo 50, el Miserere, que era recitado al final del servicio matutino como expresión del dolor del pecado, de los más profundos sentimientos de culpa y arrepentimiento y de los deseos de perdón. A comienzos del siglo V, San Agustín de Hipona aplicó el nombre de Salmos penitenciales a cuatro de ellos. En el comentario (en su tratado De Anima en 538) de Casiodoro, siglo VII, aparece la lista actual de siete.

## Indulgencia
Con la bula Supremi omnipotentis Dei del 11 de marzo de 1572, el Papa San Pío V concedió la indulgencia de 50 días para quienes recitaran los salmos. penitencial.
El Enchiridion Indulgentiarum de 2004 concedió la indulgencia parcial.

## Influencia en la literatura
Algunos de los grandes poetas del Renacimiento inglés hicieron traducciones de los siete salmos penitenciales. Los más importantes fueron sir Thomas Wyatt, Henry Howard, conde de Surrey, y Sir Philip Sidney.

## Adaptaciones musicales
La más importante adaptación de los siete salmos penitenciales es la de Orlando di Lasso en su Psalmi Davidis poenitentiales de 1584.
Adaptaciones de algunos salmos penitenciales han sido escritas por muchos compositores. Las más famosas son el Miserere de Gregorio Allegri y Josquin des Prez. Josquin también compuso dos versiones del De profundis (salmo 130).